# Montgròs (el Bruc)
El Montgròs és una muntanya montserratina el cim de la qual ateny una altitud de 1.133 metres sobre el nivell del mar. Es tracta d'una gran mola amb forma de dom que, tot i no ser una de les muntanyes més altes de la Serra de Montserrat és, per la seva posició central respecte al massís, un dels miradors certament privilegiats amb què compta: cap a l'oest es contempla una magnífica panoràmica sobre el conjunt de la Regió d'Agulles i dels Frares Encantats, cap al sud, sobre el municipi del  Bruc al qual pertany aquesta muntanya, i cap a l'est sobre la Canal del Migdía, Sant Jeroni i les regions més allunyades de Tebes i de la Tebaida. L'aspecte del Montgròs des del vessant sud, la del Bruc, amb els Plecs del Llibre en primer pla, és veritablement espectacular.
Aquest cim està inclòs al llistat dels 100 cims de la FEEC.

## Història

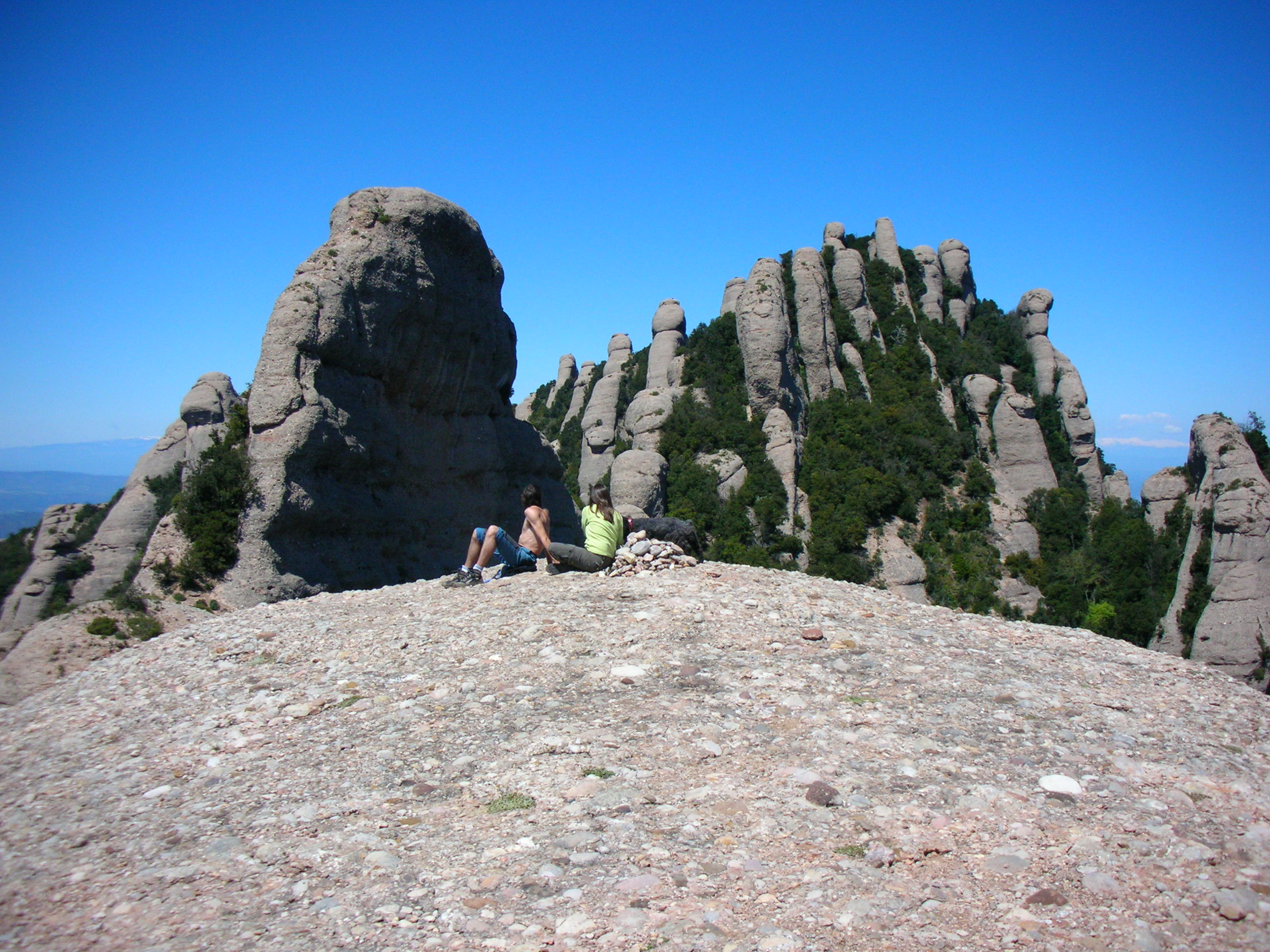
L'ample cim del Montgròs, amb la Roca Plana dels Llamps i els Ecos al fons

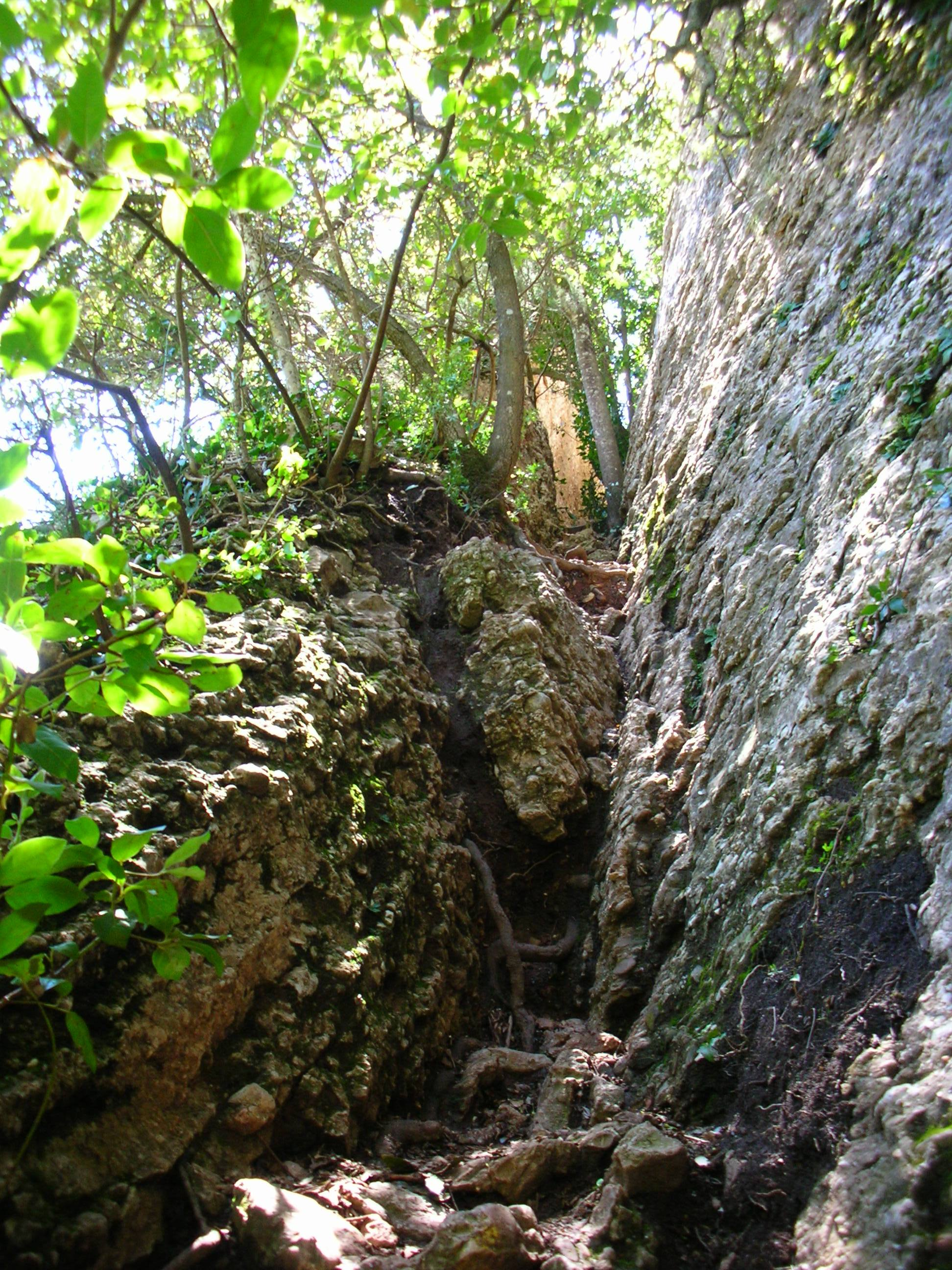
Arranc de la canal que des de la Font de la Cadireta puja al Montgròs

Ja del 1880 tenim documentat a la revista La Renaixensa el relat d'una excursió al Montgròs duta a terme per Cèsar August Torras, que tot i no tractar-se d'una escalada pròpiament dita, és prou important pel fet de ser el primer relat que explica una incursió a la part central de la muntanya, fins aleshores totalment inexplorada. En segueix un fragment tret d'en Fatjó (2005):
«La part occidental de la montanya, completament oblidada y quasi bé desconeguda, no ofereix restos de ermitas pera esser visitats […] mes en cambi rivalisa si no supera a n'aquesta ab la brillantesa de sos encisats paisatges i de sos preciosos punts de vista.
»Contribueixen en gran manera á que sia desconeguda la part occidental de la montanya las guias publicadas pera visitar lo Montserrat, las quals no ofereixen al excursionista las indicacions oportunas á tal objecte...
»[…] La ascensió al Montgrós es tant penosa com difícil. Sa espada massa no's presenta accesible en sa gran extensió, mes que per un sol indret. Per aconseguir l'ascensió dehuen franqueijarse llochs en extrem accidentats, y de difícil accés é voltas, per lo qual y per lo pintoresch dels variats contrasts que en la mateixa s'ofereixen, es en extrem interesant y afalagadora pera lo verdader excursionista.
»[…] A dreta i esquerra de la canal (torrent del Migdía) s'alsan penyals alterosos, enormas massas de rocam rectas y espadadas. Destaca llunyá lo enlairat single del Sant Geroni y unes prop davant mateix de la vista la mole colossal del Montgrós inespugnable completament per aquell indret. Per trobar son punt vulnerable se té de remontar fins quasi a l'extrem nord de la canal de Mitxdia.
»[…] Després d'enfilarse cosa de cinch minuts trescant per la penya se troba la font de la Cadireta. Allí comensa la part mes dificultosa de la excursió, factible sols pera un verdader excursionista...
»[…] Ja bon xich enlairats s'entra en lo relleix del Montgrós, ahont se presenta sempre al enfront dreta y amenassadora la "penya plana dels llamps", verdadera paret gegantesca, una de les mes originals de la montanya. Es estremadament alta, estensa y quasi plana […] excedeix en altura a quasi tots los penyals que la envoltan. […] s'arriba a á son mateix arranc inferior, ahont se presenta completament perpendicular y desde ahont seguint per lo indicat relleix y enlairantse sempre, s'arriba á conseguir la desitjada cima del Montgrós.
»[…] Al efectuar la "Asociació Catalanista d'Excursions Científicas" sa ascensió a dit punt, tinguerem ocasió los que hi assistirem, de apreciar las insuperables dificultats qu'ofereix la descensió per lo indicat indret (la Coma dels Naps de Baix). Deixantnos lliscar per las escletxas de las penyas, agafats y sostenintse en las plantas en ellas arreladas, travessant la pelada y dreta roca per la meitat del single ab lo precipici al fons; tal fou nostra jornada. Mes de una volta crehuarem los espadats penyals per la gola d'esfereidora timba, donantse lo cas de tenir de doblegar lo cos obligats per lo molt baix de la baumada penya mentres debiam procurar fixament asegurar lo peu en las petitas pedras sortints del conglomerat de la roca, pera no estimbarnos.
»[…] Lo excursionista que vulgui ascendir al Montgrós ja hi vagi desde Collbató, del Bruch, de Santa Cecília, del Monestir o de Sant Geroni ho deu efectuar desde la font de la Cadireta seguint lo relleix.»

## Aproximació
Per apropar-nos des del vessant nord sortim de Santa Cecília, enfilem la Canal de la Font del LLum fins al Coll del Migdía, i des d'allí descendim per la Canal de Migdia fins a arribar a la Font de la Cadireta, al cap d'uns 57 minuts, on comença l'itinerari normal de pujada per la cara est. Vegeu itinerari 27 de Ribera-Mariné (2004).
Si pugem pel vessant sud, podem arribar a la Font de la Cadireta remuntant la Canal de Migdia des de Can Jorba, o sortint també de Can Jorba podem dirigir-nos cap a la Coma dels Naps de Dalt, si el que volem és ascendir pel vessant oest.
Vegeu cartografia 1:25.000 de l'Editorial Alpina.

## Vies d'escalada
Tot i les parets que l'envolten, aquesta muntanya és perfectament accessible a peu, tant pel vessant est com per l'oest. L'ascensió pel vessant est comença a la Font de la Cadireta, que es troba al fons de la Canal del Migdia i al peu del Montgròs. Des d'allí cal enfilar una canal que puja cap a l'esquerra i que passades unes desenes de metres dona pas a una feixa arbrada a mitja paret que avança cap a l'esquerra fins a un vessant arbrat dominat per la Roca Plana dels Llamps a l'esquerra de la qual queda el Coll del Montgròs i més a l'esquerra l'arrodonit cim d'aquesta muntanya. Vegeu Itinerari 27 de Ribera-Mariné (2004)
Des del vessant oest només cal seguir el camí que venint d'Agulles va cap a Sant Jeroni i cap al Monestir i, al seu pas pel Coll del Montgròs tenim el cim a l'abast el cim d'aquesta muntanya a la dreta del mateix.
| Via                          | Primera ascensió                                                         | Longitud | Dificultat | Ressenya |
| ---------------------------- | ------------------------------------------------------------------------ | -------- | ---------- | --- |
| Grivola Bella                | Manolo Martínez i Antonio García Picazo, el 20 de març de 1977.          | 240 m.   | 5c/A1      | - Diari d'Escalada - Escalatroncs Arxivat 2011-11-16 a Wayback Machine. - Joan Jover - kpujo.com - ressenya.net |
| Estrella Polar               | Erik Promio i Miguel Romans el 19 de gener de 1983                       | 250 m.   | 5b/A1      | - kpujo.com - Never Stop Dancing to the Electro Boogie                                                          |
| Verdaguer - Amigó            | Jordi Verdaguer, Anna Amigó i Josep Lluis Moreno, el 6 d'octubre de 1985 | 240 m.   | 6b/A1      | - kpujo.com |
| Ying Yang                    | Enric Camacho (Endika) i Xavi de Viala, el 3 de juliol de 1985           | 250 m.   | 6b         | - kpujo.com - Romàntic Guerrer                                                                                  |
| Nostromo                     | Remi Brescó, el 12 d'abril de 1992 en solitari                           | 200 m.   | 6a/Ae      | - Joan Jover - kpujo.com                                                                                        |
| Aton                         | 1994                                                                     | 130      | 5a         | - Sisbemessanapren                                                                                              |
| Nautilus                     | 1994                                                                     | 300 m.   | 5a         | - A prop del cel - Sisbemessanapren                                                                             |
| Padmasanbhawa                | 1994                                                                     | 120 m.   | 5b+        | - Sisbemessanapren                                                                                              |
| Yoga                         | 1994                                                                     | 60 m.    | 5a         | - Sisbemessanapren                                                                                              |
| Argos                        | 1995                                                                     | 58 m.    | 4b         | - Sisbemessanapren                                                                                              |
| Led Zeppelin                 | Miquel Blanco, el 12 de març de 1995                                     | 240 m.   | 6a         | - kpujo.com |
| Logica                       | 1996                                                                     |          |            | - Sisbemessanapren                                                                                              |
| Megarampa                    | 1996                                                                     | 60 m.    | 4c         | - Sisbemessanapren                                                                                              |
| Rodeo                        | Miquel Blanco, el 25 de julio de 1996                                    | 160 m.   | 6a/A2      | - kpujo.com |
| Miquelònia                   | 1997                                                                     |          |            | |
| Retrobolting                 | Miquel Blanco, el gener de 1998                                          | 215 m.   | 6a/Ae, ED- | - kpujo.com - ressenya.net                                                                                      |
| Harakiri                     | 2002                                                                     |          |            | |
| Echoes                       | 2003                                                                     |          |            | |
| Kronos                       | 2003                                                                     |          |            | |
| Tolku                        | 2003                                                                     |          |            | |
| Joan Bala                    | 2007                                                                     | 120 m.   | 5a         | - El Col·leccionista de Vies - La Panxa Trepadora - Sisbemessanapren                                            |
| El Bueno de Cuttlas          | 2007                                                                     | 120 m.   | 5b         | - Sisbemessanapren                                                                                              |
| Critters                     | 2007                                                                     | 120 m.   | 6a+        | - Sisbemessanapren                                                                                              |
| Escalera Mekanica            | 2007                                                                     |          | 3b         | - Sisbemessanapren                                                                                              |
| La Canal                     | 2007                                                                     | 150      | 4b         | - Sisbemessanapren                                                                                              |
| Nautilus Original            | 2007                                                                     |          |            | - Sisbemessanapren                                                                                              |
| Stupida Sonrisa              | 2007                                                                     | 120 m.   | 6b+        | - Sisbemessanapren                                                                                              |
| Te Cagas por las Kalikatra   | 2007                                                                     | 55 m.    | 5b         | - Sisbemessanapren                                                                                              |
| Tot el que vola a la cassola | Joan Vidal i Luis Alfonso, el 2010                                       | 200 m.   | V          | - La Noche del Loro II                                                                                          |
| Aresta (via blava)           |                                                                          | 120 m.   | 3b         | - Conqueridors de l'Inútil - EniEn - kpujo.com                                                                  |